# ترکان (باکو)
ترکان (به ترکی آذربایجانی: Türkan) یکی از بخش های شهرداری شهر بزرگ